# ジャコウネコ科
ジャコウネコ科（ジャコウネコか、Viverridae）は、哺乳綱食肉目に含まれる科。

## 分布
アフリカ大陸、ユーラシア大陸、インドネシア、スリランカ、フィリピン

## 形態
体型は細長く、吻も細長く尖る。
耳介の後縁に袋状の器官（耳嚢）がある。歯列は門歯上下6本ずつ、犬歯上下2本ずつ、臼歯上顎8本・下顎6 - 8本、大臼歯上顎2 - 4本・下顎4本の計38 - 40本。多くの種には肛門周辺に臭腺（肛門腺）がある。四肢は短い。上腕骨下部の内側に、神経や動脈が通る孔（内側上髁孔）がある。指趾は5本。爪を引っ込めることができるが、爪を保護する襞（さや）のない種もいる。

## 分類
始新世に出現し、現生の食肉目内では起源が古く原始的な特徴を残した分類群だと考えられている。
ジェネット亜科（ジャコウネコ亜科から分割）・ジャコウネコ亜科・タイガーシベット亜科（ヘミガルス亜科）・パームシベット亜科に区別される。
以前はコバマングース、フォッサ、マダガスカルジャコウネコといったマダガスカルに分布する種が含まれ、フォッサ亜科やコバマングース亜科を構成する説もあった。2003年に発表されたIRBPのエクソン・TTF遺伝子のイントロン・ミトコンドリアDNAのシトクロムb・ND2遺伝子の塩基配列を決定した最大節約法と最尤法、ベイズ法などによる系統解析では、マングース科のワオマングース亜科も含めたマダガスカルの食肉類のみで単系統群を形成することが強く示唆されマダガスカルマングース科Eupleridaeを構成する説が有力とされる。これらの系統解析によりキノボリジャコウネコがネコ型亜目Feliformia内でも初期に分化したことも示唆されたため、1属1種でキノボリジャコウネコ科Nandiniidaeを構成する説が有力とされる。
オビリンサン属Prionodonはジャコウネコ亜科に含める説があったが、臭腺がない・爪がひっこめられるなどの特徴から1属でオビリンサン亜科Prionodontinaeを構成する説も提唱されていた。2003年に発表されたTTF遺伝子のイントロン・ミトコンドリアDNAのシトクロムbの塩基配列を用いた最尤法による系統解析では、オビリンサン属とネコ科で単系統群を形成することが示唆されたことから独立した科Prionodontidaeを構成する説が提唱されている。
現生種の分類はVeron (2010) に従う。GenettinaeおよびGenetta felinaを除いて和名は川田ら (2018)、英名はMSW3 (Wozencraft, 2005) に従う。
- ジェネット亜科 Genettinae[6]
  - ジェネット属 Genetta
    - Genetta abyssinica アビシニアジェネット Abyssinian genet
    - Genetta angolensis アンゴラジェネット Angolan genet （ケープジェネットと同種とする説もある[4]）
    - Genetta bourloni ブルドンジェネット Bourlon's genet
    - Genetta cristata タテガミジェネット[11] Crested servaline genet
    - Genetta felina アフリカゴマフジェネット[12] South African small-spotted genet[13]（ヨーロッパジェネットと同種とする説もある[2][4]）
    - Genetta genetta ヨーロッパジェネット Common genet
    - Genetta johnstoni ジョンストンジェネット Johnston's genet
    - Genetta maculata オオブチジェネット Rusty-spotted genet（ケープジェネットと同種とする説もある[4]。一方でG. “letabae”・G. “schoutedeni”を分割する説もある[13]）
    - Genetta pardina モリジェネット Pardine genet（オオブチジェネットと同種とする説もある[4]）
    - Genetta piscivora ミズジェネット Aquatic genet
    - Genetta poensis ダイオウジェネット King genet
    - Genetta servalina サーバルジェネット Servaline genet
    - Genetta thierryi ジェネットモドキ Haussa genet（オオブチジェネットと同種とする説もある[4]）
    - Genetta tigrina ケープジェネット Cape genet
    - Genetta victriae ジャイアントジェネット Giant forest genet

  - アフリカリンサン属 Poiana
    - Poiana leightoni レイトンリンサン Leighton's linsang
    - Poiana richardsoni アフリカリンサン African linsang
- タイガーシベット亜科 Hemigalinae
  - オーストンヘミガルス属 Chrotogale
    - Chrotogale owstoni オーストンヘミガルス Owston's palm civet[14]

  - キノガーレ属 Cynogale
    - Cynogale bennettii キノガーレ Otter civet[15]

  - クロヘミガルス属 Diplogale
    - Diplogale hosei クロヘミガルス Hose's palm civet[15]

  - タイガーシベット属 Hemigalus
    - Hemigalus derbyanus タイガーシベット Banded palm civet
- パームシベット亜科 Paradoxurinae
  - ビントロング属 Arcticis
    - Arcticis binturong ビントロング Binturong

  - ミスジパームシベット属 Arctogalida
    - Arctogalida trivirgata ミスジパームシベット Small-toothed palm civet

  - セレベスパームシベット属 Macrogalidia
    - Macrogalidia musschenbroekii セレベスパームシベット Sulawesi palm civet[15]

  - ハクビシン属 Paguma
    - Paguma larvata ハクビシン Masked palm civet

  - パームシベット属 Paradoxurus
    - Paradoxurus hermaphroditus パームシベット Asian palm civet（P. musangus・P. philippinensisを分割する説もある[16]）
    - Paradoxurus jerdoni ジャードンパームシベット Jerdon's palm civet[11]
    - Paradoxurus zeylonensis キンイロパームシベット Golden palm civet
- ジャコウネコ亜科 Viverrinae
  - アフリカジャコウネコ属 Civettictis
    - Civettictis civetta アフリカジャコウネコ African civet

  - ジャコウネコ属 Viverra
    - Viverra civettina インドブチジャコウネコ Malabar large-spotted civet
    - Viverra megaspila ビルマジャコウネコ Large-spotted civet
    - Viverra tangalunga ジャワジャコウネコ Malayan civet
    - Viverra zibetha インドジャコウネコ Large Indian civet

  - コジャコウネコ属  Viverricula
    - Viverricula indica コジャコウネコ Small Indian civet

### 絶滅した分類群
ステノプレシクティス亜科

## 生態
森林や草原などに生息する。樹上棲の種が多いが、ジャコウネコ亜科は半樹上棲ないし地表棲の種が多い。夜行性の種が多い。単独もしくはペアで生活する。
食性は多くの種で雑食で、昆虫、鳥類、小型哺乳類、果実などを食べるが、魚類を食べたり動物食の種もいる。

## 人間との関係
生息地では食用とされることもある。一部の種の性器の周辺にある臭腺（会陰腺）から分泌される液は、香水の補強剤や持続剤として利用されている。この液は制汗剤や催淫剤・皮膚病の薬として用いられることもあった。英語圏で本科の多くの構成種に対して用いられる呼称civet（シベット）は、アラビア語で会陰腺から分泌される液およびその臭いを指すzabādに由来する。
農作物や家禽を食害する害獣とみなされることもある。ネズミの駆除を目的に移入された種もいる。
森林伐採や農地開発・採掘などによる生息地の破壊、麝香目的も含む狩猟などにより生息数が減少している種もいる。
インドネシアなどのコーヒー農園において、パームシベットの糞から得られるコーヒー豆が利用されている。希少な高級コーヒーであるコピ・ルアクは、ジャコウネコ科の動物に一旦コーヒーの果実を食べさせ、排泄物の中から未消化の種を利用したものである。